# Pseudomallada chloris
Pseudomallada chloris is een insect uit de familie van de gaasvliegen (Chrysopidae), die tot de orde netvleugeligen (Neuroptera) behoort. 
Pseudomallada chloris is voor het eerst wetenschappelijk beschreven door Schneider in 1851.